# Ismaïl Koucham
Ismail Koucham, né le 9 juin 1984 à Casablanca, est un footballeur marocain évoluant au poste de milieu de terrain au Kawkab de Marrakech.

## Biographie
Formé au Rachad Bernoussi, il passe en équipe A en 2007 et quitte le club en 2010 pour prendre la direction de l'Olympique de Khouribga. Il reste deux saisons avec ce club.
Le 1er juillet 2012, il rejoint le Raja de Casablanca pour 3 ans et une somme de 100 millions de centimes.

## Carrière
- 2007-2010 :  Rachad Bernoussi
- 2010-2012 :  Olympique de Khouribga
- 2012-2014 :  Raja de Casablanca
- 2014-         :  Kawkab de Marrakech[1]

## Palmarès
Raja de Casablanca
- Championnat du Maroc
  - Vainqueur : 2013
  - Vice-champion en 2014
- Coupe du Trône
  - Finaliste en 2013
- Coupe du monde des clubs
  - Finaliste en 2013